# جون بلومكفيست
جون بلومكفيست هو عازف قيثارة سويدي، ولد في 6 مارس 1973.

## روابط خارجية
- جون بلومكفيست على موقع ميوزك برينز (الإنجليزية)
- جون بلومكفيست على موقع ديسكوغز (الإنجليزية)